# Biblioteca y Museo Presidencial de George H. W. Bush
La Biblioteca y Museo Presidencial de George H.W. Bush, el 41 Presidente de los Estados Unidos. Fue dedicada el 6 de noviembre de 1997 y es parte de las Bibliotecas Presidenciales de los Estados Unidos de América , es una de la 13 bibliotecas dirigidas y administradas por Archivos Nacionales y Administración de Documentos (NARA)  de los Estados Unidos.
Fue diseñado por la firma arquitectónica de Hellmuth, de Obata y de Kassabaum. La biblioteca y el museo presidenciales de George H. W. Bush está ubicada  en un sitio de noventa acres (364.000 m²) en el campus de la Universidad de Texas A&M en College Station, Texas. La biblioteca y el museo se sitúa en una plaza que colinda el centro de conferencia presidencial y el centro académico de Tejas A&M.